# Flordon
Flordon is een civil parish in het bestuurlijke gebied South Norfolk, in het Engelse graafschap Norfolk met 281 inwoners.